# Рэмбю, Марджори
Марджори Рэмбю (англ. Marjorie Rambeau, 15 июля 1889 — 6 июля 1970) — американская актриса, дважды номинантка на премию «Оскар» (1941 и 1954).

## Биография
Марджори Рэмбю родилась в Сан-Франциско 15 июля 1889 году. Свою карьеру она начала в двенадцатилетнем возрасте на театральной сцене. В молодости она была одной из ведущих бродвейских актрис, но начавшаяся в 1917 году её кинокарьера в немых фильмах была не очень удачной.
Успех в кино к ней пришёл в пятидесятилетнем возрасте уже с звуковых фильмах. В 1941 году Марджори Рэмбю была номинирована на «Оскар», как «Лучшая актриса второго плана» в фильме «Путь наслаждений». Её вторая номинация на эту премию была в 1954 году за роль миссис Стюарт в фильме «Грустная песня». Также известной стала её роль в фильме «Человек с тысячей лиц» (1957).
Актриса трижды была замужем. В 1913 году она вступила в брак с канадским сценаристом, актёром и режиссёром Уиллардом Маком, с которым развелась в 1917 году. Её вторым мужем был также актёр Хью Диллман. Они развелись в 1923 году. В третий раз она вышла замуж за Фрэнсиса Гаджера, с которым оставалась вместе до его смерти в 1967 году. Марджори Рэмбю скончалась в калифорнийской городе Палм-Спрингс в 1970 году в возрасте 80 лет.
За свой вклад в киноискусство актриса удостоена звезды на Голливудской аллее славы.

## Избранная фильмография
- 1930 — Мин и Билл — Белла
- 1931 — Секретная шестёрка — Пичис
- 1940 — Путь наслаждений — Мами Адамс
- 1941 — Табачная дорога — сестра Бесси Райс
- 1948 — Стены Иерихона — миссис Данэм
- 1949 — Брошенная — миссис Доннер
- 1953 — Грустная песня — миссис Стюарт
- 1957 — Человек с тысячей лиц — Герт
- 1957 — Клевета — миссис Мэнли